# Улица Толе би (Алма-Ата)
Улица Толе́ би́ (каз. Төле би көшесі; до 1927 года — Гимназическая, до 1991 года — Комсомольская) — улица в городе Алма-Ата, находится в Медеуском, Алмалинском и Ауэзовском районах города. Названа в честь Толе би.
Проходит между улицами Казыбек би (бывш. Советская) и Богенбай батыра (бывш. Кирова) с востока на запад от Восточной объездной автомобильной дороги до микрорайона «Баянаул»

## История
Между современными улицей Уалиханова и проспектом Достык располагались Верненские женская и мужская гимназия, поэтому вплоть до 1927 года улица носила название Гимназическая.
В старой части города, которая сложилась к концу XIX века Комсомольская улица была полностью реконструирована за годы советской власти, а начиная от реки Есентай (Весновка) застроена в западном направлении.
В 1937 году по улице была проложена трамвайная линия, затем при реконструкции частично перенесена.

## Структура улицы
Пересекает реку Малая Алматинка, улицы Каирбекова, Абдуллиных, Калдаякова (бывш. «8 марта»), проспект Достык (бывш. Ленина), улицы Пушкина, Шокана Уалиханова (Чокана Валиханова), Кунаева (бывш. Карла Маркса), Фурманова, Панфилова, проспект Абылай хана (бывш. Коммунистический), улицы Желтоксан (бывш. Мира), Наурызбай батыра (бывш. Дзержинского), Чайковского, проспект Сейфуллина, улицы Масанчи, Байтурсынова (бывш. Космонавтов), Шарипова, Шагабутдинова, Муратбаева, реку Есентай (Весновка), Муканова, Байзакова, Мирзояна, Ураза Исаева, Нурмакова, Айтиева, Ауэзова, Жарокова, Айманова, проспект Гагарина, улицы Радостовца, Розыбакиева, Гайдара, Тургута Озала (бывш. Баумана), Туркебаева, Брусиловского (бывш. Руднева), Прокофьева, Тлендиева (бывш. Софьи Ковалевской), реку Большая Алматинка, улицы Утеген батыра (бывш. Матэ Залки), Саина, Бауржана Момышулы, Яссауи. Между улицей Панфилова и проспектом Абылай хана по улице Толе би расположена площадь «Астана», носившая в советские годы название "Площадь Ленина", а в народе именуемая алматинцами Старой площадью.

### Продление на восток
Осенью 2016 года завершились работы по продлению улицы на восток от улицы Каирбекова до Восточной объездной дороги (ВОАД). На пересечении с ВОАД сдана в эксплуатацию крупная транспортная развязка.

## Здания

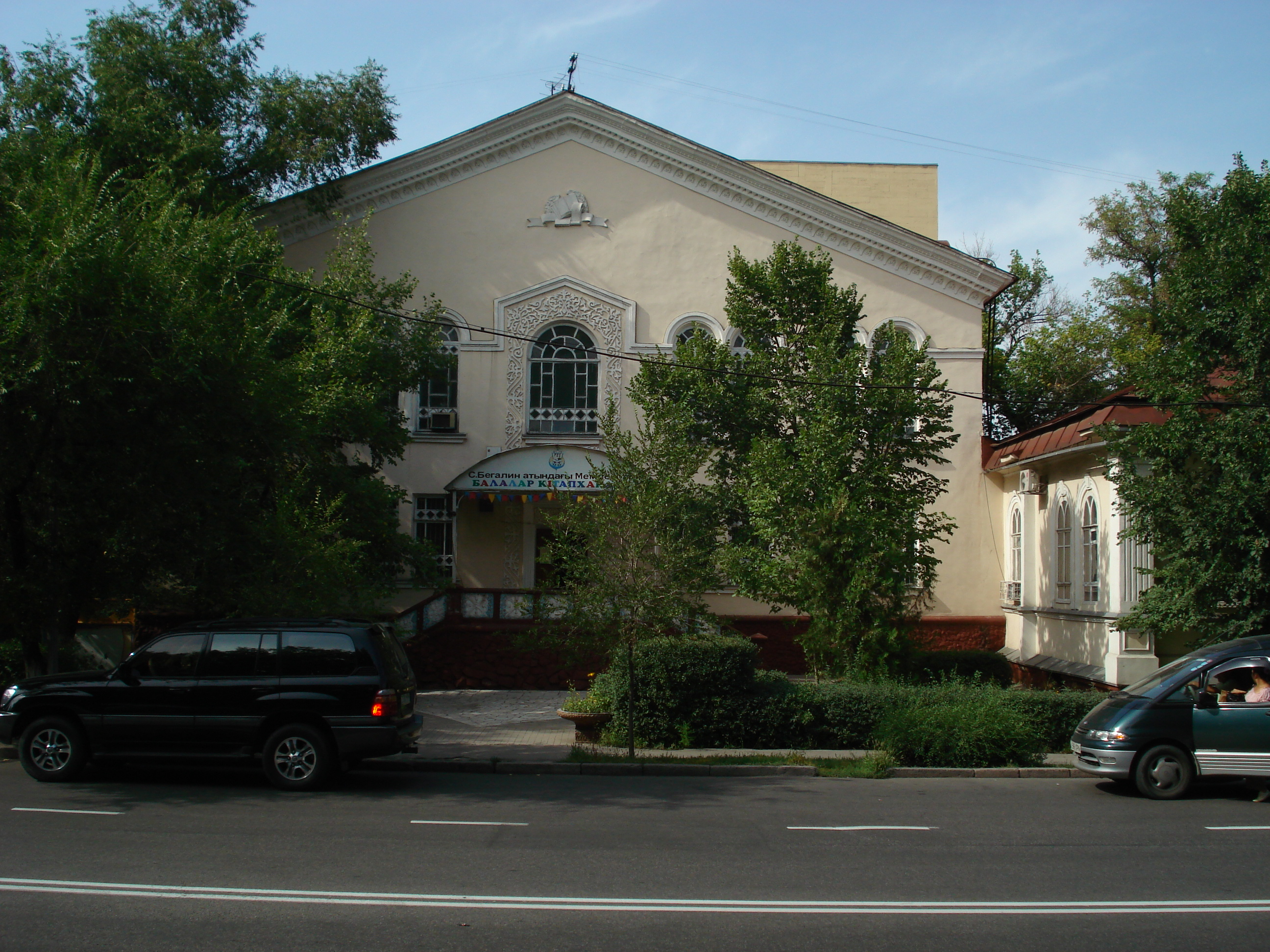
Государственная Республиканская детская библиотека имени С. Бегалина

Государственная Республиканская детская библиотека имени С. Бегалина (Толе би, 27—Достык, 15). На углу проспекта Достык и улицы Толе би находится здание постройки 1910 года, где размещался пансион Верненской мужской гимназии, с 1919 года — Верненский городской комитет комсомола. В дальнейшем много лет в этом доме находилась Республиканская библиотека имени А. С. Пушкина (ныне Национальная библиотека). Сейчас в этом здании находится Республиканская детская библиотека им. С. Бегалина
.
Юридический и психолого-педагогический факультеты КазНПУ имени Абая.
Кинотеатр «Алатау» (ул. Толе би, 41, угол ул. Кунаева). Имел зал на 592 места. Звуковое сопровождение фильмов осуществлялась в форматах Mono/Dolby-A/Dolby-SR/Dolby Digital/Surround EX/SDDS (Sony), обеспечивающих 8-канальный цифровой звук. Общая мощность акустических систем — 14000 Ватт. Оборудование предназначено для проката фильмов первой категории и премьерных кинозалов. Снесён в 2016 году, на его месте построена одно из зданий сети быстрого питания «McDonalds».

Здание Казпотребсоюза

Бывшее административное здание Казпотребсоюза (ул. Толе би, 57, угол ул. Панфилова). Построено в 1953—1957 годы, авторами проекта были: архитекторы Б. Н. Стесин, Г. Бобович, М. Беккер; инженер В. Лухтанов. Является образцом архитектуры административных зданий в Казахстане 50-х годов XX столетия и памятником архитектуры. 

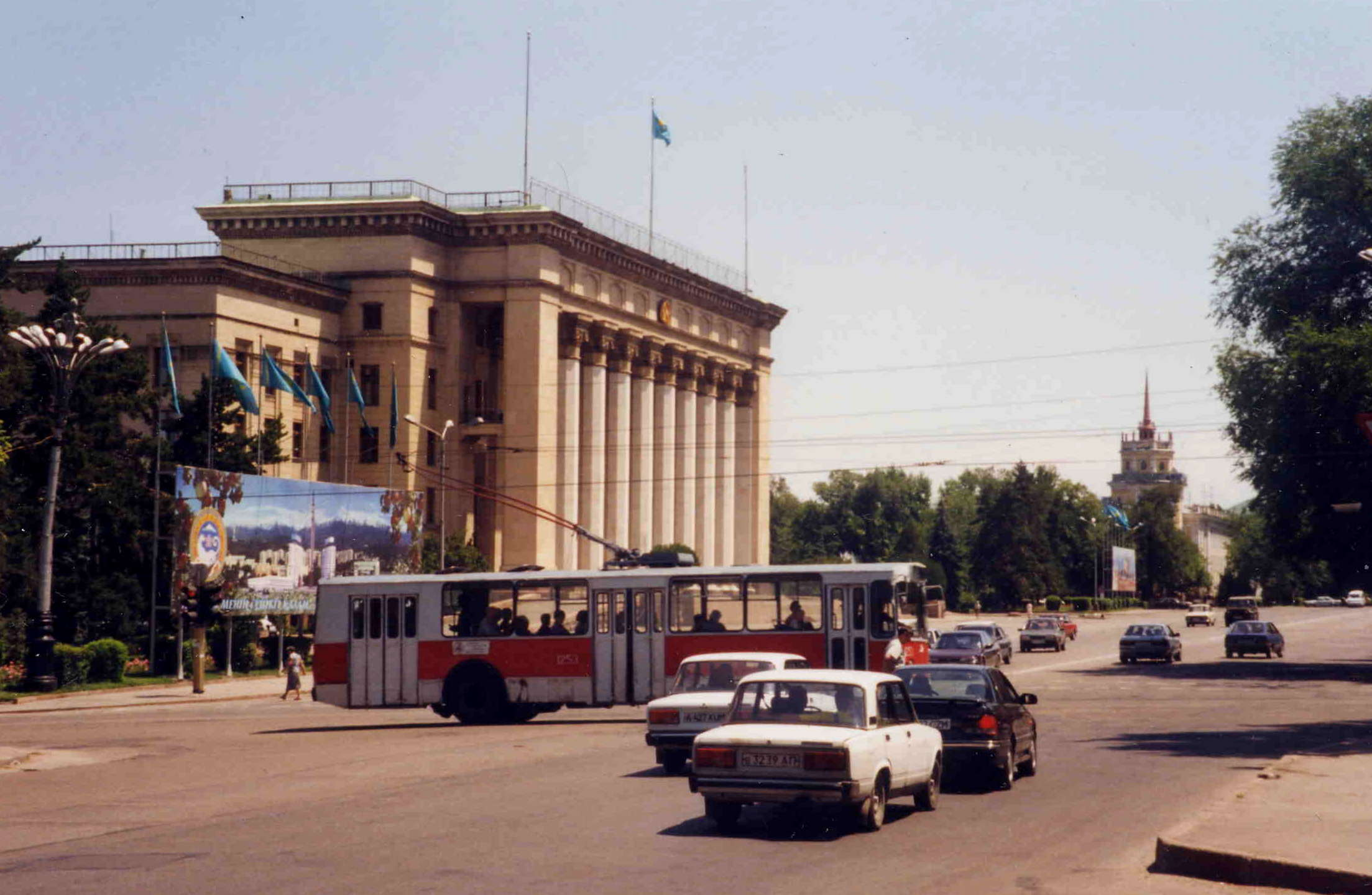
Здание КБТУ

Казахстанско-Британский технический университет (ул. Толе би, 59, угол проспекта Абылай хана). Вуз расположен в бывшем здании Верховного Совета КазССР (Дом Правительства), которое было построено в 1951—1957 годах. Здание проектировалось в мастерской Моспроекта под руководством архитектора Б. Р. Рубаненко, рабочие чертежи выполнялись Казгорстройпроектом под руководством П. А. Мамонтова, Г. А. Калиша.
Алматинский технологический университет (ул. Толе би, 100, угол улицы Байтурсынова).
Алматинский индустриальный колледж (ул. Толе би, 106).

## Памятники

Памятник А. Молдагуловой и М. Маметовой.

Памятник Алие Молдагуловой и Маншук Маметовой расположен в сквере на площади Астана по улице Толе би.
Памятник Сабиту Муканову установлен в сквере на пересечении улицы Муканова и улицы Толе би.

## Общественный транспорт
- Вдоль улицы проходит выделенная автобусная линия от улицы Яссауи до улицы Желтоксан (изначально проходила до ул.Кунаева, укорочена преобразования площади Астана в июне 2017 года).
- Вдоль улицы проходила трамваная линия от улицы Байтурсынова до улицы Момышулы угол улицы Маречека (ныне не действует), причем от улицы Брусиловского (быв.Руднева) до улицы Момышулы-Маречека линия была выделенной.